# T-Zell-Lymphom vom Enteropathie-Typ
Das T-Zell-Lymphom vom Enteropathie-Typ ist eine seltene Form eines T-Zell-Lymphoms des Verdauungstraktes bei an Zöliakie Erkrankten. Der Tumor entwickelt sich aus zytotoxischen T-Zellen im Epithel des Darmes.
Synonyme sind: EATL; ETTL; Enteropathie-assoziiertes T-Zell-Lymphom; T-Zell-Lymphom, intestinales; EATZL

## Einteilung
Früher erfolgte eine Einteilung in:
- Typ 1: CD56-negativ, assoziiert in 80–90 % mit Gluten-empfindlicher Enteropathie (Zöliakie)
- Typ 2: CD56-positiv, nicht mit Zöliakie assoziiert

Nach der aktuellen WHO-Klassifikation von 2017 wird die Bezeichnung "EATL" nur noch für den vorherigen Typ 1 verwendet, der Typ 2 wird jetzt als "Monomorphes epitheliotropes intestinales T-Zell Lymphom" bezeichnet.

## Verbreitung
Die Erkrankung ist selten, sie macht weniger als 5 % aller Lymphome des Verdauungstraktes und weniger als 1 % aller Non-Hodgkin-Lymphome aus. Unter den primären gastrointestinalen T-Zell-Lymphomen ist diese Form die häufigste.
Bei unbehandelter Zöliakie ist das Risiko, dieses Lymphom zu entwickeln, deutlich erhöht.

## Klinische Erscheinungen
Klinische Kriterien sind:
- Auftreten meist im 6. bis 7. Lebensjahrzehnt
- Bauchschmerzen, Erbrechen
- Malabsorption, Appetitlosigkeit, Gewichtsverlust
- Durchfall
- Schwindel

mitunter Gastrointestinale Blutung oder Akutes Abdomen bei Darmperforation
- meist im Jejunum oder Ileum

Viele Betroffene kommen erst spät zur Diagnose.

## Diagnose
Die Diagnose wird durch Endoskopie mit Dünndarmbiopsie gestellt.

## Differentialdiagnose
Abzugrenzen sind:
- Zöliakie
- andere T-Zell-Lymphome des Verdauungstraktes
- Waldmann-Krankheit

## Therapie und Prognose
Die Behandlung hängt sehr von den jeweiligen Umständen wie Gewichtszustand und Metastasierung ab. Häufige Komplikation ist die Darmperforation. Insgesamt sind die Heilungsaussichten nicht gut.